# Elecciones provinciales de Alberta de 2015
Las elecciones provinciales de Alberta de 2015 ocurrieron el 5 de mayo de 2015, para elegir miembros de la 29ª legislatura de la provincia canadiense de Alberta. Un terremoto electoral, la elección resultó en una dura derrota para el Partido Conservador Progresista, en el gobierno desde 1971, y en la victoria sorpresa del Nuevo Partido Democrático de la mano de Rachel Notley. El NDP obtuvo la mayoría absoluta de bancas, gracias a la división del voto derechista entre el PC y Wildrose. Notley se convirtió en la primera persona en liderar un gobierno neodemócrata en la provincia, y la primera vez que un partido de izquierda formaba el gobierno desde 1935, cuando los Granjeros Unidos de Alberta fueron derrotados.
El Partido Wildrose, liderado por Brian Jean, mantuvo su estatus de oposición oficial, recuperando muchos escaños que habían perdido cuando su exlíder Danielle Smith, junto con otros parlamentarios ingresaron a las filas del conservadurismo. El Partido Conservador Progresista sufrió una fuerte derrota, con la victoria naranja poniendo fin al gobierno provincial más longevo del país. A pesar de quedar segundos en el voto popular, este estuvo mal distribuido, y por ende el partido quedó tercero en escaños. El Partido Liberal, que fue la oposición oficial desde 1993 hasta 2012, continuó su declive, con el voto izquierdista concentrándose en el NDP, quedándose con solo un escaño, el de su líder David Swann. El Partido de Alberta, por su parte, por primera vez obtuvo un escaño en una elección general, el de su líder Greg Clark.
La elección marcó tan solo el cuarto cambio de gobierno desde que Alberta se convirtió en una provincia en 1905, con Notley como la segunda mujer, y primera neodemócrata en ocupar el despacho del primer ministro.

## Contexto
La elección se llevó a cabo bajo el escrutinio mayoritario uninominal, y fue la 29ª elección en la historia de la provincia.
La última elección había resultado en una victoria sorpresa para el Partido Conservador Progresista de la mano de Alison Redford, que logró su 12.ª victoria, y el 4 de septiembre de 2014, el partido se convirtió en el gobierno más longevo de la historia canadiense. Sin embargo, acusaciones de corrupción resultaron en la renuncia de Redford y su reemplazo con Jim Prentice, quien debió presidir sobre una recesión económica provocada por la caída del precio del petróleo en 2014, recurso principal de la economía albertina.

## Resultados
|  | 40.62 % |

|  | 24.22 % |

|  | 27.79 % |

|  | 4.18 % |

|  | 2.23 % |

|  | 0.40 % |

|  | 0.56 % |

|  | 99.52 % |

|  | 0.48 % |

|  | 100.00 % |

|  | 57.02 % |